# Aqal

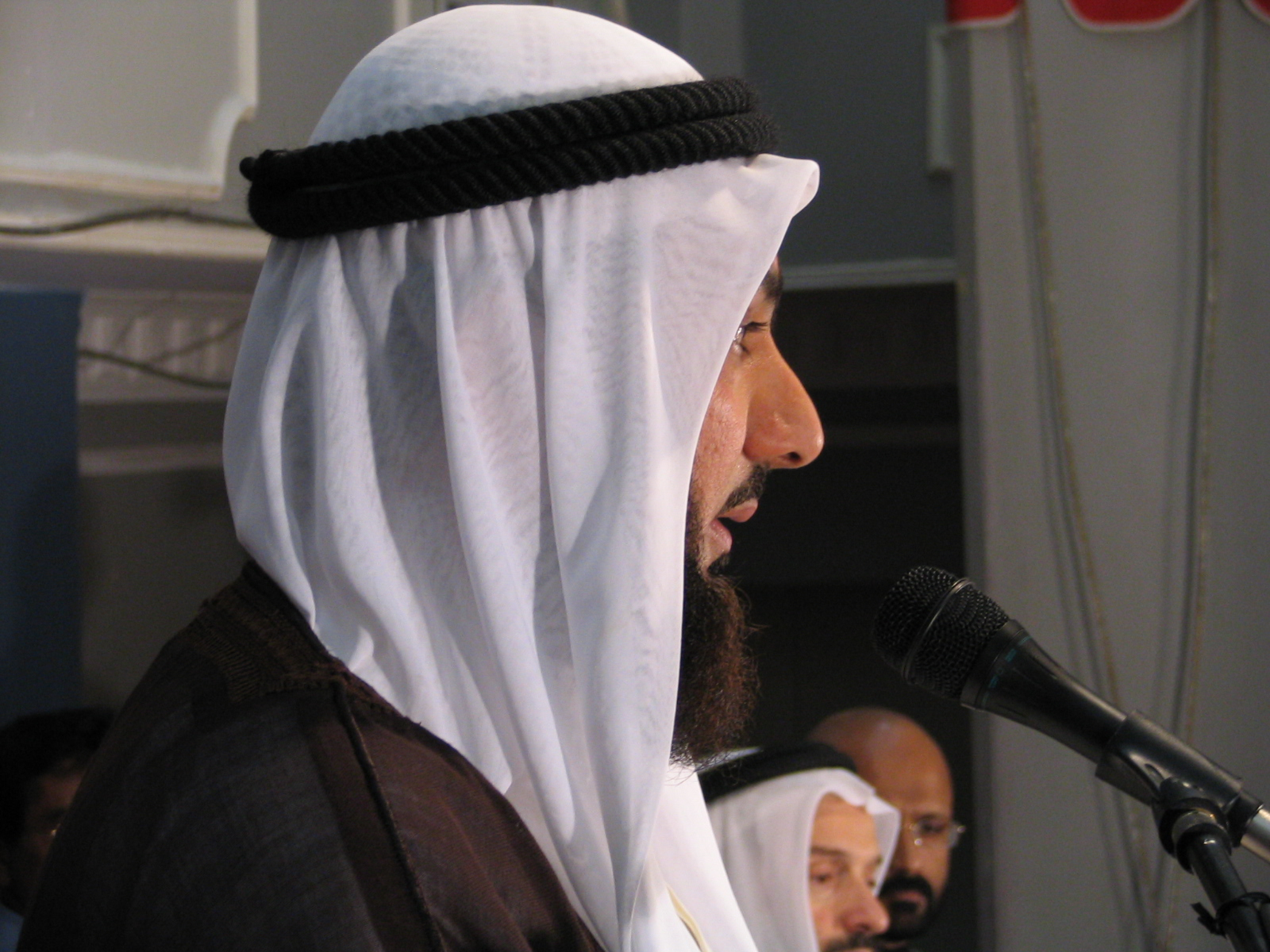
Ein Bahreiner mit Kufiya und Agal

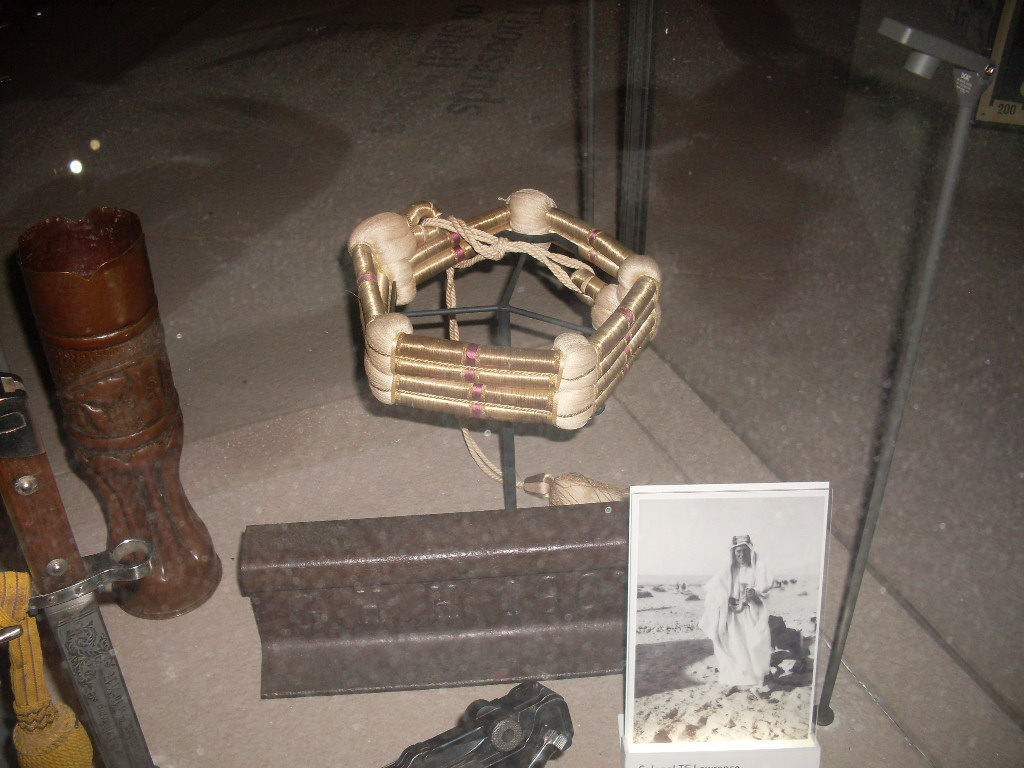
Agal von T. E. Lawrence im IWM, London

Ein Aqal (arabisch عقال, DMG ʿaqāl), veraltet im Deutschen auch Agal, ist ein Kopfring, der zur Fixierung der Kufiya (eine arabische Kopfbedeckung) verwendet wird.
Ein Aqal ist eine ringförmige Kordel, die meist aus einem Wollkern besteht, um den üblicherweise schwarze Seidenfäden sehr straff gewickelt sind, um die nötige Steifigkeit zu erreichen. Der Aqal ist somit meist schwarz und in seinem Ursprungsgebiet Männern mit hohem Status vorbehalten. Der Aqal kann auch benutzt werden, um neben der Kufiya das multifunktionelle Halstuch „Shemagh“ zu halten.

## Historie
Die sumerischen Priester Mesopotamiens (3100 v. Chr.) trugen einen Schal, um ihre hohe Klassenzugehörigkeit zu betonen. Aus dem Schal entwickelten sich die Kufiya mit Aqal, welche besonders von männlichen Beduinen als Kopfschutz getragen werden.

## Andere Anwendungen
In Palästina wird der Aqal über der Kufiya (gemustert, statt der weißen Kufiya) getragen. Seit den 1930ern entwickelte sich die Kufiya mit Aqal unter den Palästinensern zum politischen Symbol.
Durch Mekka-Pilger kam der Aqal mit anderen arabischen Trachten nach Indonesien. Er wurde gelegentlich Teil der Hochzeitstracht, denn die traditionelle Kopfbedeckung an religiösen Feiertagen ist der Fez. Ende der 1990er Jahre trugen auch Frauen den Aqal, der teilweise ornamental bunt ausgeführt wurde. Seit Anfang des 21. Jahrhunderts tragen ihn in Indonesien nur noch Männer.